# چئوندئونگسان (جئولا جنوبی)
چئوندئونگسان (به لاتین: Cheondeungsan) یک کوه در کره جنوبی است که در استان جئولا جنوبی واقع شده‌است. چئوندئونگسان ۵۵۰ متر بالاتر از سطح دریا واقع شده‌است.